# Amber Mountain National Park
Amber Mountain National Park er en nationalpark i Diana-regionen i det nordlige Madagaskar. Parken blev etableret i 1858 og er 182 km².
Parken er kendt for sine vandfald og kratersøer og ligger 1000 km nord for hovedstaden Antananarivo. Det er også en af de mest biologisk mangfoldige steder i hele Madagaskar med 75 arter af fugle, 25 arter af pattedyr og 59 arter af krybdyr.